# (6284) Borisivanov
(6284) Borisivanov es un asteroide perteneciente al cinturón de asteroides, región del sistema solar que se encuentra entre las órbitas de Marte y Júpiter, más concretamente a la familia de Coronis, descubierto el 2 de marzo de 1981 por Schelte John Bus desde el Observatorio de Siding Spring, Nueva Gales del Sur, Australia.

## Designación y nombre
Designado provisionalmente como 1981 EM19. Fue nombrado Borisivanov en homenaje a Boris Ivanov, forma parte del equipo del Instituto para la Dinámica de las Geosferas, en Moscú, ha realizado muchas contribuciones al estudio geológico y geofísico de los cráteres de impacto terrestre a través de simulaciones de explosión y modelado por computadora. También ha desvelado los procesos físicos que determinan las poblaciones de cráteres planetarios.

## Características orbitales
Borisivanov está situado a una distancia media del Sol de 2,854 ua, pudiendo alejarse hasta 2,892 ua y acercarse hasta 2,816 ua. Su excentricidad es 0,013 y la inclinación orbital 1,242 grados. Emplea 1761,70 días en completar una órbita alrededor del Sol.

## Características físicas
La magnitud absoluta de Borisivanov es 13,2. Tiene 7,287 km de diámetro y su albedo se estima en 0,21. 